# Дуглас (округ, Іллінойс)
Шаблон:StateAbbr_ 39°46′ пн. ш. 88°13′ зх. д. / 39.77° пн. ш. 88.22° зх. д.
Округ Дуґлас (англ. Douglas County) — округ (графство) у штаті Іллінойс, США. Ідентифікатор округу 17041.

## Історія
Округ утворений 1859 року.

## Демографія
За даними перепису
2000 року
загальне населення округу становило 19922 осіб, зокрема міського населення було 7362, а сільського — 12560.
Серед мешканців округу чоловіків було 9675, а жінок — 10247. В окрузі було 7574 домогосподарства, 5476 родин, які мешкали в 8005 будинках.
Середній розмір родини становив 3,1.
Віковий розподіл населення поданий у таблиці:
| Стать    | До 15 років | 15-21 | 22-29 | 30-39 | 40-49 | 50-65 | 65-85 | Понад 85 |
| -------- | ----------- | ----- | ----- | ----- | ----- | ----- | ----- | -------- |
| Чоловіки | 2195        | 1013  | 884   | 1329  | 1509  | 1458  | 1178  | 109      |
| Жінки    | 2172        | 952   | 858   | 1323  | 1460  | 1589  | 1591  | 302      |

## Суміжні округи
- Шампейн — північ
- Вермільйон — північний схід
- Едґар — схід
- Коулс — південь
- Мултрі — захід
- Піатт — північний захід

## Виноски
1. ↑  US Decennial Census. US Census Bureau. Архів оригіналу за 26 квітня 2015. Процитовано 4 липня 2014.
2. ↑  Historical Census Browser. University of Virginia Library. Архів оригіналу за 11 серпня 2012. Процитовано 4 липня 2014.
3. ↑  Population of Counties by Decennial Census: 1900 to 1990. US Census Bureau. Архів оригіналу за 24 квітня 2014. Процитовано 4 липня 2014.
4. ↑  Census 2000 PHC-T-4. Ranking Tables for Counties: 1990 and 2000 (PDF). US Census Bureau. Архів оригіналу (PDF) за 18 грудня 2014. Процитовано 4 липня 2014.
5. ↑  State & County QuickFacts. US Census Bureau. Архів оригіналу за 6 червня 2011. Процитовано 4 липня 2014.(англ.) Наведено за англійською вікіпедією.
6. ↑  American FactFinder. Бюро перепису населення США. Архів оригіналу за 21 травня 2008. Процитовано 31 січня 2008.

| США | Це незавершена стаття з географії США. Ви можете допомогти проєкту, виправивши або дописавши її. |